# Новодубище
Новодубище (укр. Новодубище) — село в Красиловском районе Хмельницкой области Украины.
Население по переписи 2001 года составляло 90 человек. Почтовый индекс — 31054. Телефонный код — 38255. Занимает площадь 0,566 км². Код КОАТУУ — 6822782103.

## История
В 1946 г. указом ПВС УССР выселок Дубищенский переименован в село Ново-Дубище.

## Местный совет
31054, Хмельницкая обл., Красиловский р-н, с. Волица, ул. Школьная, 6